# Parafia św. Aniołów Stróżów w Cedrach Wielkich
Parafia Świętych Aniołów Stróżów w Cedrach Wielkich należy do Dekanatu Żuławy Steblewskie archidiecezji gdańskiej. Została założona w 1989. Mieści się przy ulicy Osadników Wojskowych. Prowadzą ją księża diecezjalni.